# Sceloporus jalapae
Sceloporus jalapae là một loài thằn lằn trong họ Phrynosomatidae. Loài này được Günther mô tả khoa học đầu tiên năm 1890.